# 仲西昭徳
仲西 昭徳（なかにし あきのり、1954年 - ）は、日本の自動車デザイナー。現職は、三菱自動車工業の執行役員、及び北米本部長。　

## 来歴
山口県山口市出身。山口県立山口高等学校、金沢美術工芸大学卒業。1977年、三菱自動車工業入社。1987 - 88年のカリフォルニア駐在等を経て同社欧州法人のデザインスタジオであるミツビシ・デザイン・ヨーロッパ（MDE、ドイツ・ヘッセン州Trebur）においてゼネラル・マネジャーを務める。2004年6月、三菱自動車工業デザインセンター長に就任、2006年6月からは同社執行役員を兼務する。2009年2月にデザイン部門から離れ、以後
アジア・アセアン本部長、ミツビシ・モーターズ・ヨーロッパ社（Mitsubishi Motors Europe BV）の取締役社長を歴任。
。

## 人物
コンセプトカー「ミツビシHSR」（1987年）、「HSR-III」（1991年）やミラージュ（1991年）、ディアマンテ（1995年）、ギャラン/レグナム（1996年）などのデザインに携わった。
自動車デザイナーとして好む自動車デザインは、イギリス車の「ジャガー・Eタイプ」や「Mini」などのものであると述べている。クラシックカーを愛好し、ミニカーの収集歴は30年以上に及ぶ。オンラインゲームを行う。創造的刺激を受けた対象として、デザイナーの三宅一生やジョルジオ・アルマーニ、映画「マトリックス」や「ロード・オブ・ザ・リング」などを挙げている。自身のデザイン手法・管理手法は、「非常に日本的、日本人的なものである」という。（以上、出典: 『三菱自動車英国法人による人物紹介』）

## 代表作
- 三菱・ミラージュ（1991年）
- 三菱・ディアマンテ（1995年）
- ギャラン/レグナム/アスパイア（1996/98年）

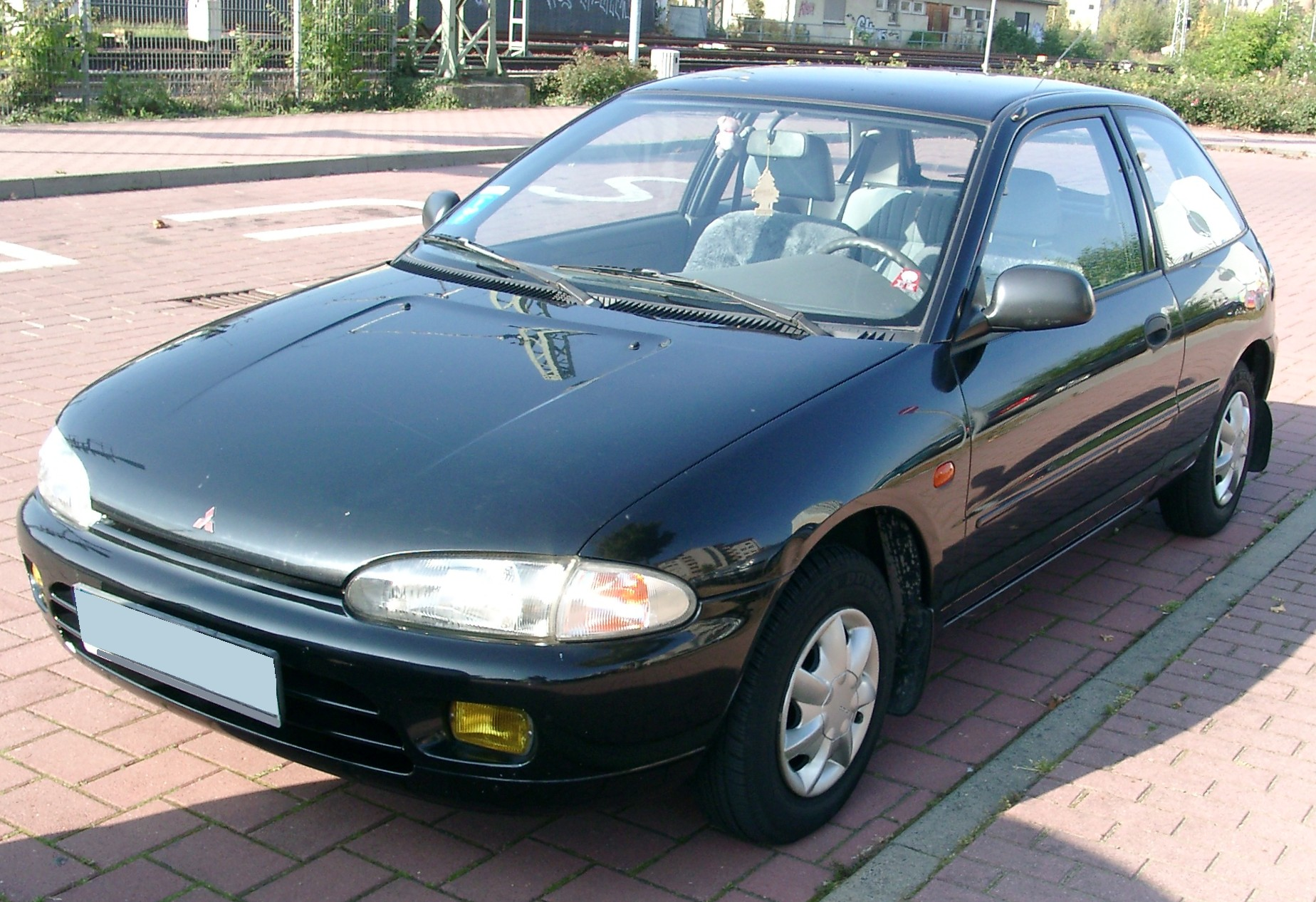
三菱・ミラージュ（1991年）
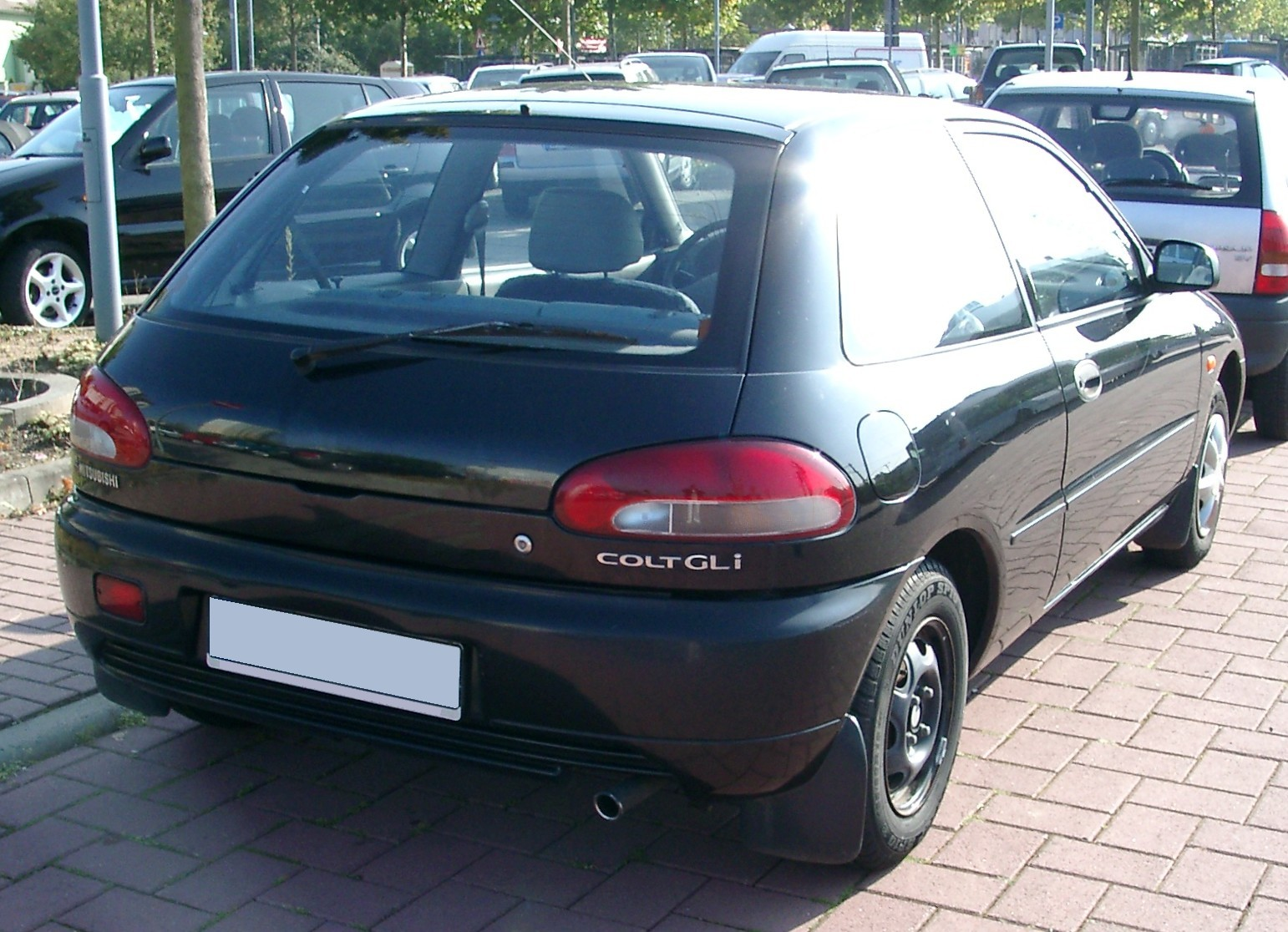
三菱・ミラージュ（1991年）
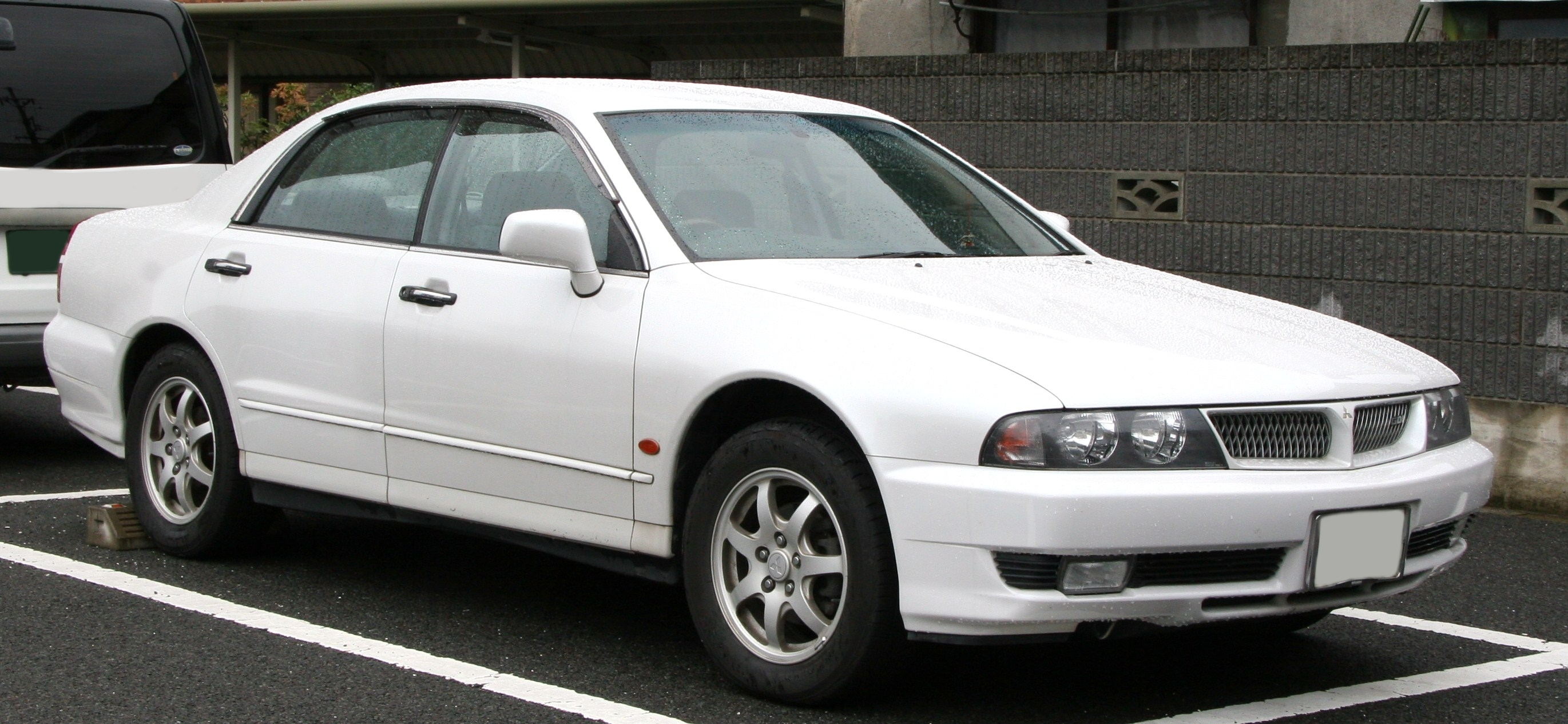
三菱・ディアマンテ（1995年）
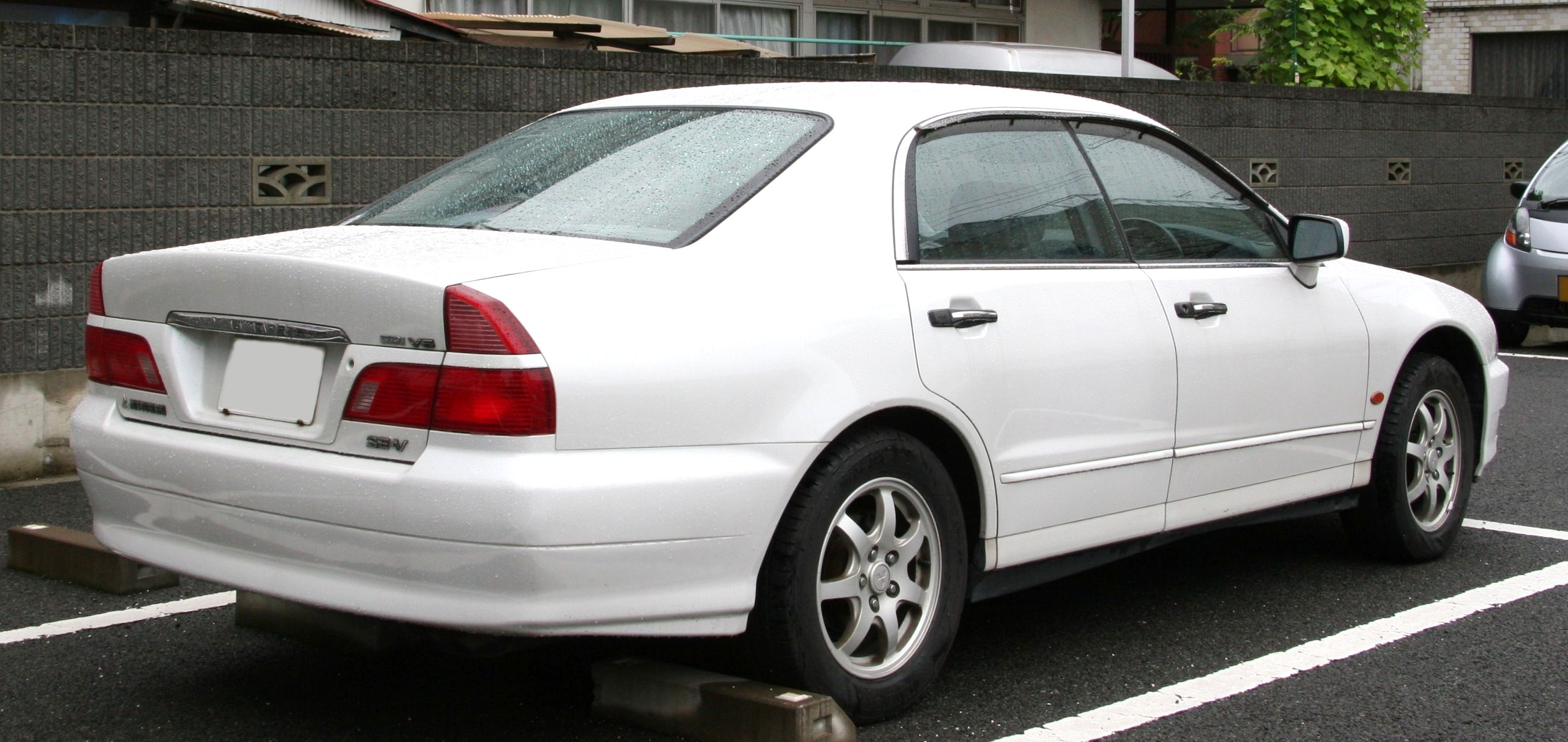
三菱・ディアマンテ（1995年）
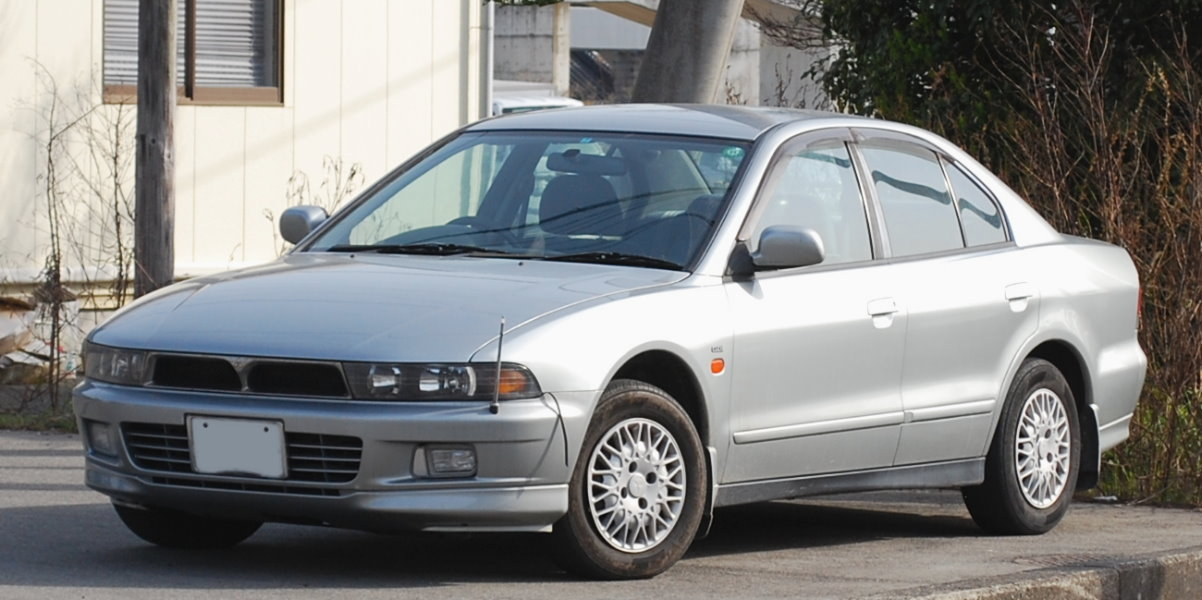
三菱・ギャラン（1996年）
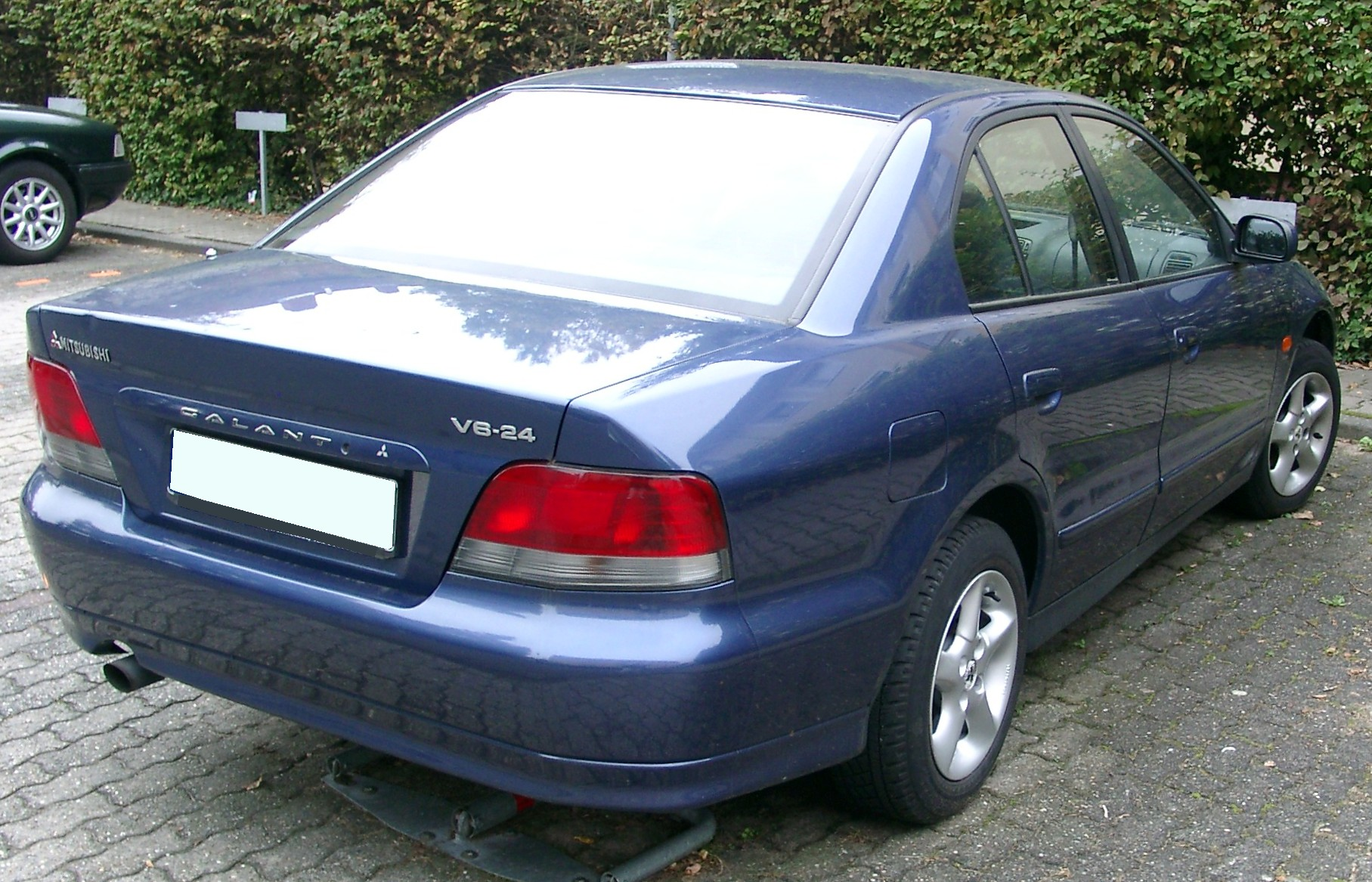
三菱・ギャラン（1996年）
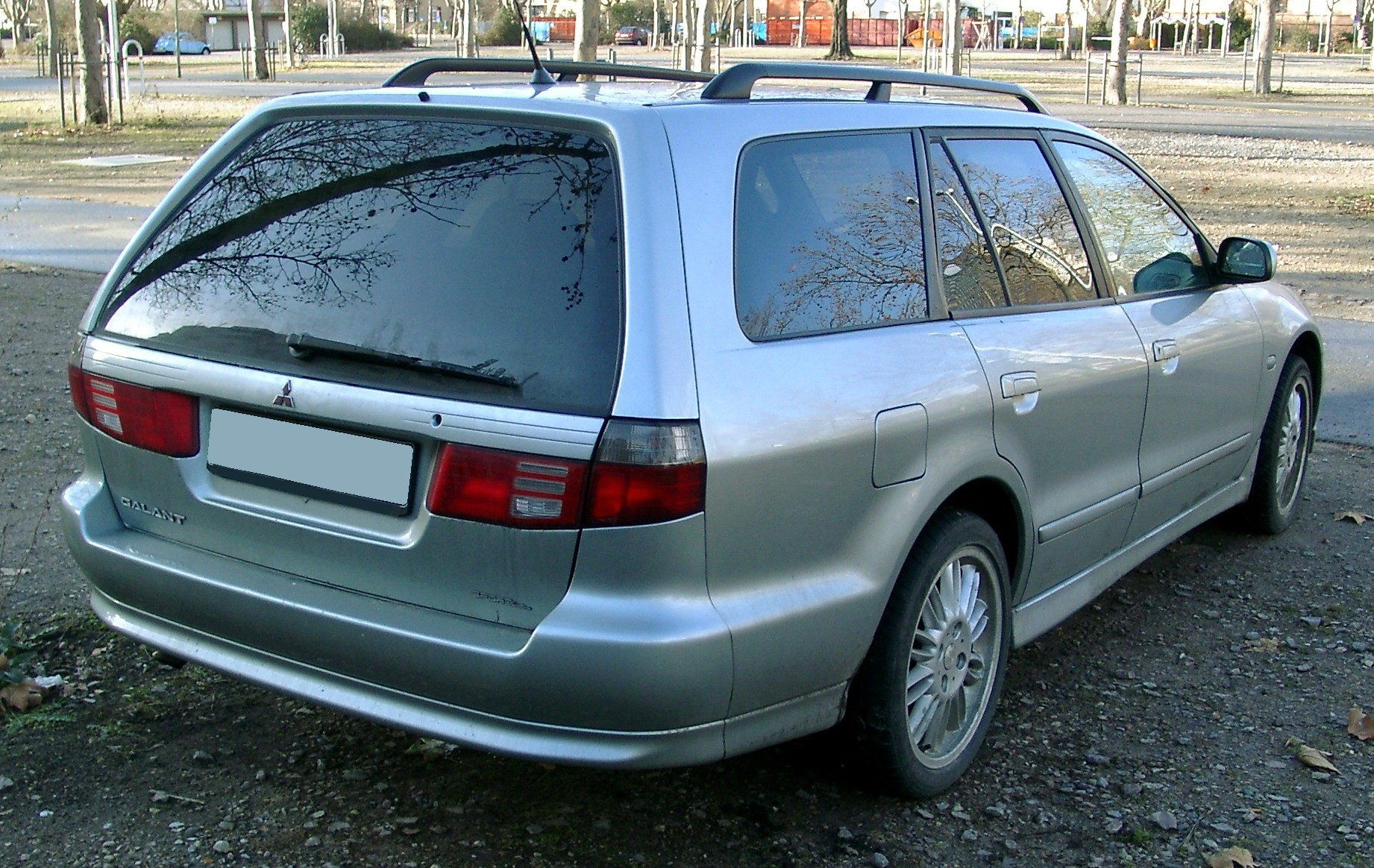
三菱・レグナム（1996年）